# Marsileaceae
Marsileaceae Mirb. è una famiglia di piante dell'ordine Salviniales.

## Descrizione
Le Marsileaceae sono piccole felci felci acquatiche e semi-acquatiche. Le piante si trovano quasi in tutto il mondo e radicano nel fango o in acquitrini poco profondi. Le Marsileaceae non assomigliano ad altre felci e vengono spesso confusi con angiosperme quali i trifogli. La famiglia è caratterizzata sporangi custoditi in strutture dure in custodie dure (sporocarpi) prodotte a livello del suolo o sottoterra alla base delle foglie. Gli sporocarpi sono estremamente longevi: alcuni sporocarpi di Marsilea vecchi più di 100 anni sono stati germinati con successo per dare origine a nuovi sporofiti.

## Tassonomia
La famiglia comprende i seguenti generi:
- Marsilea L.
- Pilularia L.
- Regnellidium Lindm.